# دونالد والتر تراوتمان
دونالد والتر تراوتمان (بالإنجليزية: Donald Walter Trautman)‏ (من مواليد 24 يونيو 1936) هو أسقف كاثوليكي أمريكي. كان راعٍ لأبرشية إيري منذ سنة 1990 إلى سنة 2011.